# Touffreville-sur-Eu
Touffreville-sur-Eu é uma comuna francesa na região administrativa da Normandia, no departamento de Sena Marítimo. Estende-se por uma área de 5,65 km². Em 2010 a comuna tinha 218 habitantes (densidade: 38,6 hab./km²).